# The Christmas Spirit
The Christmas Spirit è il decimo album in studio del cantante country Johnny Cash ed è il suo undicesimo album ad essere pubblicato dalla Columbia Records, nel novembre 1963.
È un album natalizio che contiene quattro canzoni sul Natale scritte personalmente da Cash e otto brani scritti da altri artisti, famosissimi, come Blue Christmas, Silent Night e Little Drummer Boy. L'album non è ancora stato ripubblicato in CD, ma è incluso nella sua interezza nel quinto disco del cofanetto Man in Black: 1963-1969, pubblicato dall'etichetta "Bear Family".

## Tracce
1. The Christmas Spirit - 5:02 - (Johnny Cash)
2. I Heard the Bells on Christmas Day - 2:31 - (Henry Wadsworth Longfellow, John B. Calkin)
3. Blue Christmas - 2:23 - (Bill Hayes, Jay Johnston)
4. The Gifts They Gave - 3:33 - (Johnny Cash)
5. Here Was a Man - 2:43 - (Johnny Bond, Tex Ritter)
6. Christmas as I Knew It - 3:40 - (June Carter, Jan Howard)
7. Silent Night - 3:30 - (Franz Gruber, Josef Mohr)
8. The Little Drummer Boy - 2:37 - (Katherine Davis, Henri Onerati, Harry Simeone)
9. Ringing the Bells for Jim - 2:46 - (June Carter, Jan Howard)
10. We Are the Sheperds - 3:14 - (Johnny Cash)
11. Who Kept the Sheep - 1:56 - (Johnny Cash, June Carter)
12. The Ballad of the Harp Waver - 4:23 - (Vincent Millay)

## Musicisti
- Johnny Cash - Voce
- Luther Perkins, Grady Martin, Jack Clement - Chitarra
- Marshall Grant - Basso
- W.S. Holland - Percussioni
- Hargus Pig Robbins, Bill Pursell - Organo/Piano
- Maybelle Carter - Autoharp
- Anita Kerr - Organo
- Bob Johnson - Flauto

### Altri collaboratori
- Don Law - Produttore
- Frank Jones - Produttore